# کنسرت یانی در لاس وگاس
 کنسرت یانی در لاس‌وگاس  (به انگلیسی: Yanni Live! The Concert Event) کنسرتی است که به صورت زنده در سالن مندلی بی، لاس‌وگاس در ۶ نوامبر ۲۰۰۴ برگزار شده که در آگوست ۲۰۰۶ لوح فشرده و دی‌وی‌دی آن منتشر شده‌است.

## نوازندگان

### گروه
- یانی (پیانو - ساز کلیدی)
- چارلی آدامز (درام)
- ویکتور اسپینولا (چنگ)
- پدرو استاچه (فلوت - نرمه‌نای - ساکسوفون)
- رامون فلورس (ترومپت)
- مینگ فریمن (ساز کلیدی)
- دیوید هادسون (دیجریدو)
- حسین جیفری (گیتار بیس)
- سایاکا کاتسوکی (ویلون)
- دن لندروم
- آرمن موسسیان (ویلون)
- والتر رودریگوئز (پرکاشن)
- سمول یروینیان (ویلون)

### ارکستر
- کریستین آتری (ویلون)
- آوریل کاپ (ابوا)
- زکری کارتین (ویلون)
- ایلونا گلر (ویولا)
- کری هیوز (ترومپت)
- جیم ماتوس (فرنچ هورن)
- یوجین مچتوویچ (ویولا)
- کریستین موریسون (فرنچ هورن)
- سارا اوبراین (ویلونسل)
- دینا تبو (ترومبون)
- اریکا والچاک (ویولا)
- الکساندر ژیروف (ویلونسل)

## خوانندگان
- میشل آماتو
- آلفردا جرالد